# Calípolis (Sicilia)
Calípolis (griego y latín Callipolis) fue una ciudad del este de Sicilia, de origen griego, fundada como colonia de la vecina ciudad de Naxos, y situada entre esta ciudad y Mesina. Desapareció por el siglo V a. C. Heródoto dice que fue asediada y conquistada por el tirano Hipócrates de Gela y es probable que entonces fuera destruida o sus habitantes expulsados, bien por el mismo Hipócrates o bien por su sucesor Gelón. Durante la expedición ateniense, acabada el 413 a. C., ya no existía.